# واسیلیسای زیبا

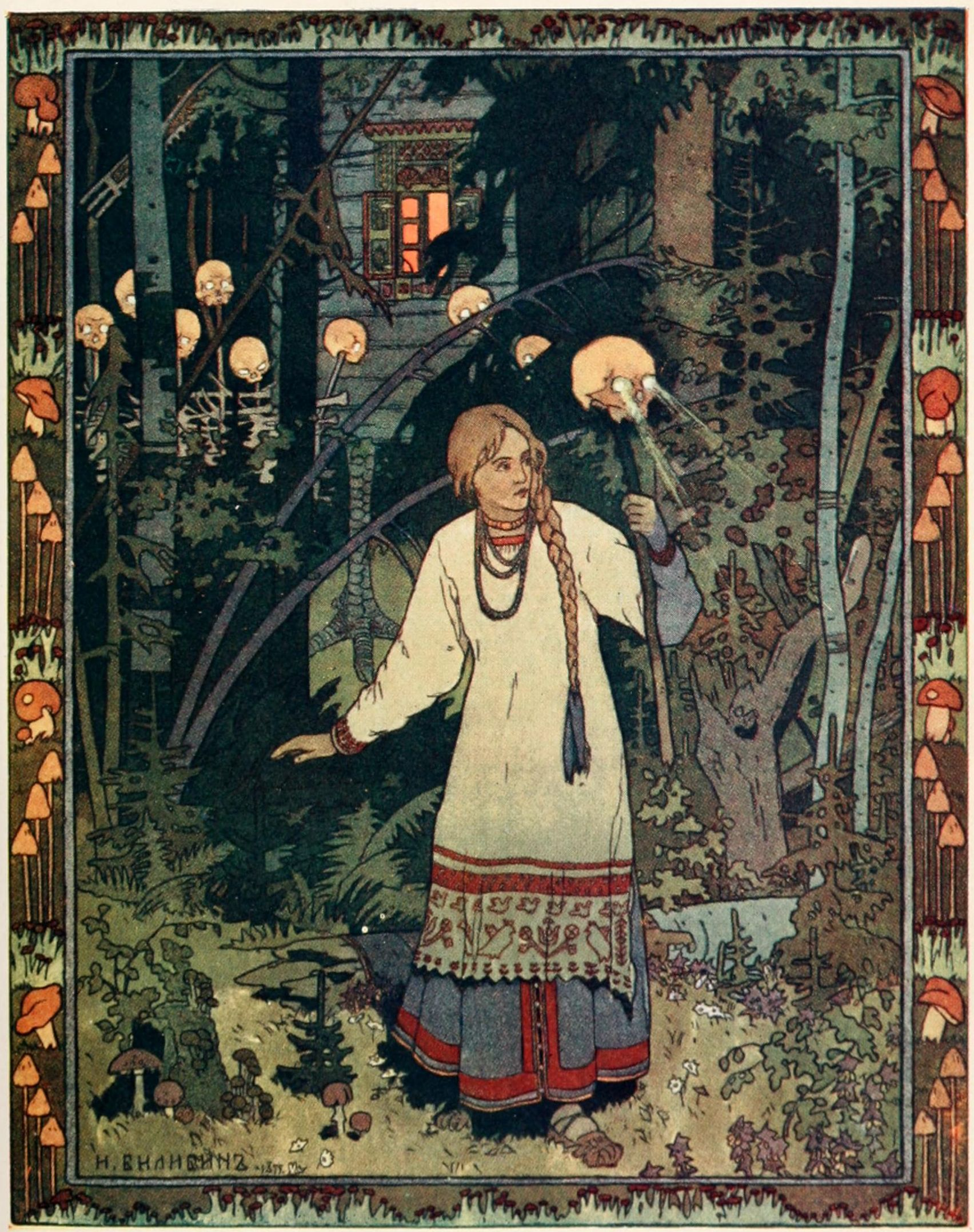
واسیلیسای زیبا جمجمه بدست در کلبهٔ بابا یاگا، اثر ایوان بیلیبین

واسیلیسای زیبا (به روسی: Василиса Прекрасная) داستان عامیانه روسی که توسط الکساندر افانسیه‌و جمع‌آوری شده‌است.

## افسانه

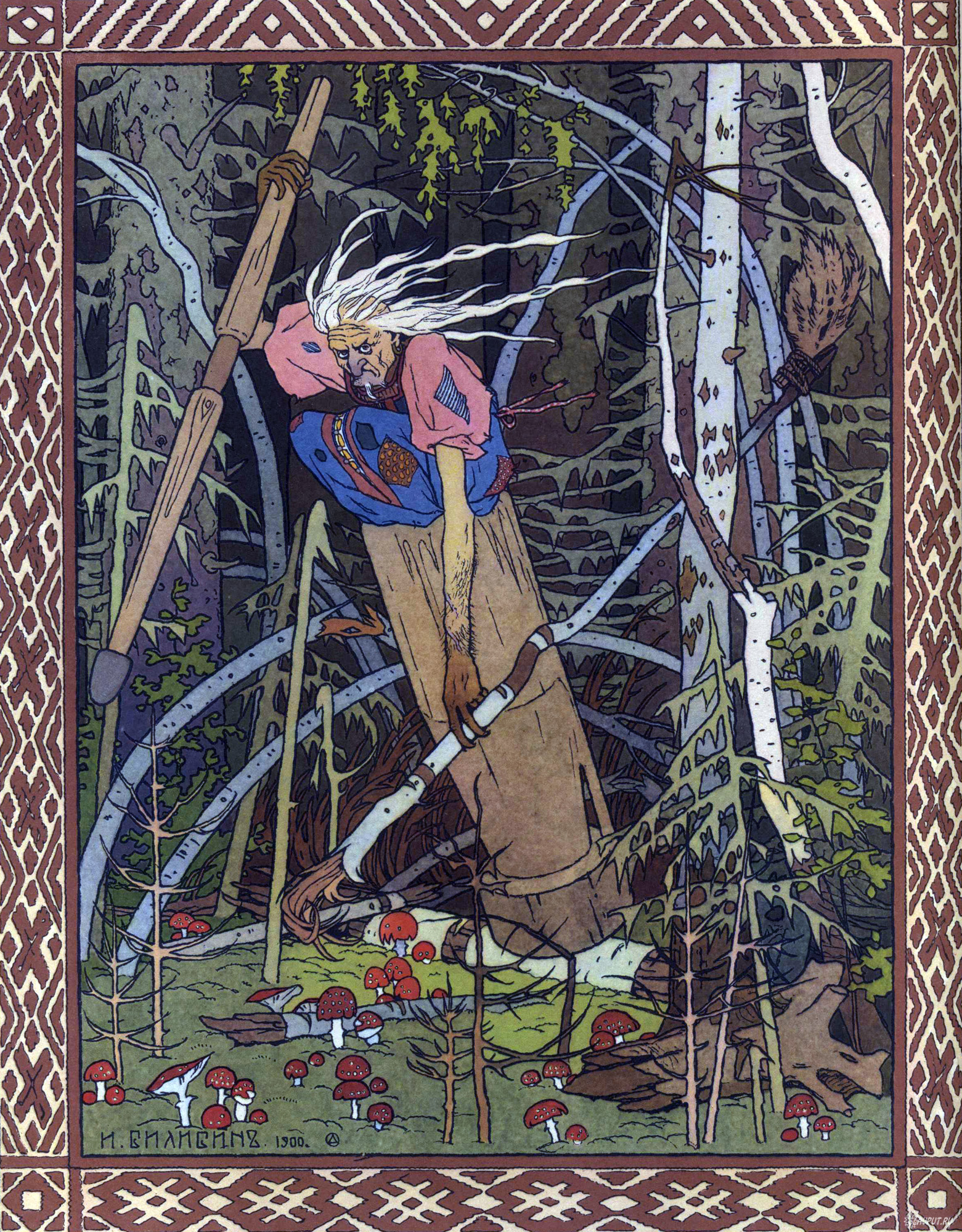
صحنه ای از واسیلیسای زیبا

در زمان‌های گذشته، تاجری همراه با همسرش زندگی می‌کردند؛ آن‌ها تنها دارای یک فرزند بودند، دختری زیبا به نام واسیلیسا. زمانی که واسیلیسا تنها هشت سال سن داشت، مادرش به بیماری لاعلاجی دچار شد که هیچ طبیبی قادر به درمانش نبود. مادر واسیلیسا قبل از مرگش به او عروسک کوچکی از جنس چوب داد که او نیز از مادرش به ارث برده بود و به واسیلیسا گفت: هرگز آن را به کسی نشان نده، همیشه و همه جا آن را در اختیار داشته باش، زیرا هر زمان که در دردسر باشی تو را یاری خواهد کرد. هنگامی که اتفاق ناگواری برایت افتاد، به مکانی خلوت و ساکت برو و به او چیزی برای خوردن و آشامیدن بده، و او نیز راهکار را نشانت خواهد داد.
پدر واسیلیسا پس از مرگ مادرش از روی تنهایی ازدواج می‌کند و او را با شخصیت‌های کهن الگویی یک نامادری شرور (لیلیا) و دو خواهر ناتنی زشت، تنبل و حسود مواجه می‌کند. تمامی مردم روستا به واسیلیسا که دختری خوب و مهربان بود، عشق می‌ورزیدند، اما هیچ کس لیلیا و دخترانش را دوست نداشت. نامادری واسیلیسا با بی‌رحمی بسیار با او رفتار می‌کرد و دخترانش نیز به زیبایی او حسد می‌ورزیدند و تمام وظایف دشوار بیرون از خانه را به او واگذار می‌کردند، به طوری که او از شدت کار لاغر و فرسوده شد، پوست سفیدش به قهوه‌ای تغییر یافت و چهره‌اش زیبایی خود را از دست داد. اما با این وجود واسیلیسا روز به روز زیباتر می‌شد، زیرا او هر شب برای درخواست مشاوره مقداری آب و غذا به عروسک می‌داد. عروسک نیز پس از خوردن غذا به واسیلیسا کمک می‌کرد و حتی برای جلوگیری از آفتاب‌سوختگی برایش گیاهان دارویی می‌آورد.
سال‌ها گذشت و واسیلیسا بزرگ‌تر و حتی زیباتر شد و نفرت نامادریش نیز از او بیشتر شد. هنگامی که پدر واسیلیسا خانه را برای مدتی و به دلیل کسب و کار رها کرد، نامادری نیز خانواده را به لبهٔ جنگلی پر از درخت غان نقل مکان کرد. اما این فقط یک جنگل درخت عان معمولی نبود، در این جنگل عفریتهٔ آدمخوار و هولناکی به نام بابا یاگا زندگی می‌کرد. یک روز غروب نامادری تعمداً هرگونه آتش و روشنایی را خاموش می‌کند و تنها یک شمع را بر جای می‌گذارد تا دختران با آن کار کنند. هنگامی که شمع شروع به پت‌پت کردن می‌کند، یکی از خواهران به بهانهٔ اصلاح کردن فتیله آن را خاموش می‌کند و واسیلیسا را نزد عفریتهٔ بابا یاگا می‌فرستد تا آتش قرض کند. عروسک به او توصیه کرد که برود و واسیلیسا نیز برای انجام این کار عازم جنگل شد. در تمام طول شب، واسیلیسا مضطرب در حالی که عروسک مسیر را به او نشان می‌داد در حال حرکت بود. ناگهان اسب‌سواری را دید که با عجله از کنارش عبور کرد، او چهره و لباسی سفید داشت و همچنین بر اسبی سفید رنگ سوار بود. سپس سوارکاری دیگر با همان مشخصات اما به رنگ قرمز از کنارش عبور کرد. با گذشت زمان خورشید کم‌کم شروع به بالا آمدن کرد، واسیلیسا هرگز چنین مردهای عجیب و غریبی ندیده بود و بسیار شگفت‌زده شد.
واسیلیسا که تمام طول روز در حال راه رفتن بود بالاخره به کلبهٔ بابا یاگا رسید. او از خانهٔ بابا یاگا که پرچین‌اش از استخوان‌های انسان تشکیل شده‌اند و بر روی پاهای جوجه‌ای عظیم‌الجثه قرار داشت، ترسی به دل راه نمی‌دهد. ناگهان سوارکاری دیگر چهار نعل از کنارش گذشت، او نیز صورت و جامه‌ای سیاه به تن داشت و بر اسبی سیاه سوار بود. بابا یاگا که بوی غذا به مشامش رسیده بود سوار بر هاون خود نزد واسیلیسا آمد و به او گفت: تو که هستی و چه چیزی می‌خواهی؟ واسیلیسا که از ترس به خود می‌لرزید جلو آمد و پاسخ داد، من واسیلیسا هستم، نامادریم مرا نزد شما فرستاده تا آتش قرض کنم. بابا یاگا پاسخ داد، او را می‌شناسم و برای بدست آوردن روشنایی باید مأموریت‌هایی که به تو می‌گویم را به پایان برسانی وگرنه تو را خواهم پخت و خورد.
واسیلیسا باید خانه و حیاط را تمیز می‌کرد، لباس‌های بابا یاگا را می‌شست، برایش غذا درست می‌کرد، همچنین لازم بود که تک‌تک دانه‌های فاسد شده ذرت را از سالم‌ها جدا کند. او با کمک عروسک جادویی، و رفتار معصومانه‌اش از همهٔ دام‌هایی که بابا یاگا در راهش چیده است می‌رهد و با آتشی که به پاداش آن دریافت می‌کند باز می‌گردد. اما این آتش معمولی نیست: این آتش بر خلاف انتظار دختر، جمجمه‌ای بود که از چشمان گدازانش نور ساطع می‌شود. واسیلیسا هویت سوارکارها را از بابا یاگا خواستار شد و در پاسخ به او گفت: سوارکار سفید روز روشن من است، سوارکار قرمز خورشید است و سوارکار سیاه نیمه‌شب سیاه من محسوب می‌شود، و این سه سوارکار خادمان با وفای من هستند. هنگامی که واسیلیسا به خانه باز می‌گردد، خانه را سرد و تاریک می‌یابد، زیرا از هنگامی که او خانه را ترک کرده هیچ کس نتوانسته است جرقه‌ای روشن کند. جمجمه نگاه سوزان خود را به خاطیان می‌دوزد و آن قدر خیره‌خیره به آن‌ها می‌نگرد که از آن‌ها نیم سوزی سیاه بر جای می‌ماند. به این ترتیب، آزاردهندگان واسیلیسا که از روی بدخواهی آتش را خاموش کرده‌اند نیز از میان می‌روند و در نهایت واسیلیسا جمجمه را در باغ دفن می‌کند.